# 건스타 슈퍼 히어로즈
《건스타 슈퍼 히어로즈》(Gunstar Super Heroes, ガンスタースーパーヒーローズ)는 트레저가 개발하고 세가가 배급한 건 앤 건 게임이다. 2005년 10월 6일 게임보이 어드밴드 플랫폼으로 발매됐으며, 1993년에 출시됐던 《건스타 히어로즈》의 후속작이다. 유럽에선 《건스타 퓨처 히어로즈》(Gunstar Future Heroes)라는 제목으로 출시됐다.
전작으로부터 긴 시간이 지나 다시 부활한 골든 실버에 맞서 싸우는 새 주인공 레드와 블루가 등장하며, 난이도에 따라 전체적 줄거리가 달라진다.

## 평가
| 통합 점수    | 통합 점수  |
| 통합사       | 점수       |
| ------------ | ---------- |
| 게임랭킹스   | 83%        |
| 메타크리틱   | 83 of 100  |
| 평론 점수    |            |
| 평론사       | 점수       |
| 1UP.com      | A-         |
| EGM          | 7.67 of 10 |
| 유로게이머   | 5 of 10    |
| 패미츠       | 34 of 40   |
| 게임 인포머  | 8.75 of 10 |
| 게임스팟     | 8.9 of 10  |
| 게임스파이   | [ 8 ]      |
| IGN          | 9.0 of 10  |
| 닌텐도 파워  | 9.5 of 10  |
| 플레이       | 9 of 10    |
| Yahoo! Games | [ 10 ]     |

| 수상   | 수상                      |
| 평론사 | 수상                      |
| ------ | ------------------------- |
|        | IGN Editors' Choice Award |